# Bas Eickhout
Bas Eickhout (nacido el 8 de octubre de 1976) es un político holandés que ha sido miembro del Parlamento Europeo (MEP) desde las elecciones de 2009. Es miembro de la Izquierda Verde, parte del Partido Verde Europeo.

## Biografía
Eickhout nació en 1976 en Groesbeek, Gelderland, y asistió a la escuela secundaria en el Cobbenhagen College de Tilburg . Entre 1994 y 2000 estudió química y ciencias ambientales en la Universidad Radboud de Nijmegen. Durante sus estudios, Eickhout realizó prácticas en centros de información de investigación en Nimega y Estados Unidos. También se desempeñó como presidente de la Asociación de Estudiantes de Química Sigma de Nijmegen, más tarde miembro del Consejo de la Universidad de Nijmegen.
Entre 2008 y 2009, Eickhout fue miembro del comité presidido por Bram van Ojik que redactó la nueva plataforma del partido. Es miembro de la delegación de Izquierda Verde en el Partido Verde Europeo.
Antes de las elecciones al Parlamento Europeo de 2009, Eickhout era uno de los cinco candidatos al primer puesto en la lista de la Izquierda Verde. Otros contendientes fueron la senadora Tineke Strik, la consejera municipal de Ámsterdam Judith Sargentini, el ex eurodiputado Alexander de Roo y Niels van den Berge, asistente de Kathalijne Buitenweg . Eickhout hizo campaña sobre cuestiones medioambientales.
Con el 25% de los votos perdió ante Judith Sargentini. Su candidatura a la lista del partido fue apoyada por los ex diputados Arie van den Brand y Wijnand Duyvendak.
Tras su elección al Parlamento Europeo, Eickhout pasó a ser miembro de la Comisión de Medio Ambiente, Salud Pública y Seguridad Alimentaria, y suplente de la Comisión de Agricultura y Desarrollo Rural. En esta capacidad, representó al Parlamento en la Conferencia de las Naciones Unidas sobre el Cambio Climático de 2013 en Varsovia, la Conferencia de las Naciones Unidas sobre el Cambio Climático de 2014 en Lima, y la Conferencia de las Naciones Unidas sobre el Cambio Climático de 2021 en Glasgow. También se ha desempeñado como relator del Parlamento sobre el objetivo de la UE de reducir las emisiones de gases de efecto invernadero (2011), el régimen de comercio de derechos de emisión de la Unión Europea (2014), las normas sobre energías renovables (2017), las finanzas sostenibles. (2019)  y normas de emisiones de CO2 para vehículos pesados (2024).
El 24 de noviembre de 2018, Eickhout fue elegido como uno de los dos principales candidatos de los Verdes europeos para las elecciones al Parlamento Europeo de 2019 junto con Ska Keller. Bajo su liderazgo, Izquierda Verde ganó tres escaños, frente a dos en 2014. Tanto Keller como Eickhout se convirtieron más tarde en los candidatos verdes para el cargo de Presidente de la Comisión Europea. Desde entonces se ha desempeñado como vicepresidente del grupo Verdes-Alianza Libre Europea (Verdes/ALE), bajo el liderazgo de los copresidentes Keller y Philippe Lamberts . 
Eickhout fue elegido candidato principal en la lista compartida GroenLinks-PvdA para las elecciones al Parlamento Europeo de 2024 después de haber sido nominado por las juntas directivas de ambos partidos. Posteriormente, el Partido Verde Europeo lo eligió a él y a Terry Reintke para dirigir su campaña electoral. Eickhout propuso la creación de un fondo europeo por valor del uno por ciento de su PIB para invertir en el sector industrial con el fin de aumentar la competitividad de la UE.